# The Bravest Way
The Bravest Way er en amerikansk stumfilm fra 1918 af George Melford.

## Medvirkende
- Sessue Hayakawa som Kara Tamura
- Florence Vidor som Nume Rogers
- Tsuru Aoki som Sat-u
- Yukio Aoyama som Shiro Watana
- Jane Wolfe som Miss Tompkins